# Frühaufklärung
La Frühaufklärung (terme allemand signifiant « aube des Lumières ») est un mouvement culturel et philosophique allemand qui marque la transition entre la période baroque et le siècle des Lumières, c'est-à-dire la période allant environ de 1680 à 1730. La Frühaufklärung se distingue de l'époque suivante (l'Aufklärung, c'est-à-dire le siècle des Lumières en Allemagne) par le maintien de nombreuses réminiscences de la rhétorique baroque.
Ce mouvement naît au sein de villes marchandes et universitaires telles que Leipzig. Il est illustré par toute une série de penseurs, principalement des savants, qui vont implanter en Allemagne les idées nouvelles depuis la France et l'Angleterre. On peut ainsi citer Gottfried Wilhelm Leibniz, Christian Thomasius, ou Christian Wolff. Sur le plan littéraire, on peut remarquer le travail de Johann Christoph Gottsched, qui, s’inspirant de Jean Racine, s’efforça d’établir des règles théâtrales strictes. 